# Jan Pelsers
Jan Pelsers (Diest, ca. 1520 - Brugge, 1581) was een Zuid-Nederlands arts en bestrijder van pestepidemieën.

## Levensloop
Na zijn studies vestigde Pelsers zich in 1548 in Brugge. De stad benoemde hem als Roode Meester of pestmeester, belast met het bestrijden van de pest.
Hij moest het hoofd bieden aan pestepidemieën in de jaren 1546, 1569-72, 1574-75, 1577 en 1580-81. Er vielen telkens veel slachtoffers. Zijn toewijding was groot en hij bezweek bij het verzorgen van de zieken.
In zijn geschriften waarschuwde hij tegen charlatans, quack-zalvers en reuweghen. De geneeskundige begrippen die hij hanteerde en de recepten die hij beschreef sloten aan bij de middeleeuwse traditie.

## Publicaties
- Examen Chirvrgorvm Inhovdende claer ondervvus, oprechte, gheschicte, ende naecte leeringhe der Chirvrgienen ende Barbiers, ghemaect by M. Ian Pelsers van Diest, ghezvvoren Chirvrgien ten pensioene der stede van Brvgghe, Brugge, Hubrecht Goltzius, 1565. Het werkje was opgedragen aan de Brugse stadsmagistraat en was bestemd voor de chirurgijns-barbiers, die geen Latijn, Grieks, Hebreeuws of Arabisch kennen.
- Van de peste, een generale methodus om te cureren die contagieuse ziecte der pestilentiaele cortse met haer sympthomata, Brugge,  P. de Clerck, 1569.